# نیکولا اسلتر
 نیکولا اسلتر (انگلیسی: Nicola Slater؛ زاده ۱۴ اوت ۱۹۸۴) یک تنیس‌باز اهل بریتانیا است.